# Пастушок венесуельський
Пастушок венесуельський (Micropygia schomburgkii) — вид журавлеподібних птахів родини пастушкових (Rallidae). Мешкає в Центральній і Південній Америці. Це єдиний представник монотипового роду Венесуельський пастушок (Micropygia).

## Опис

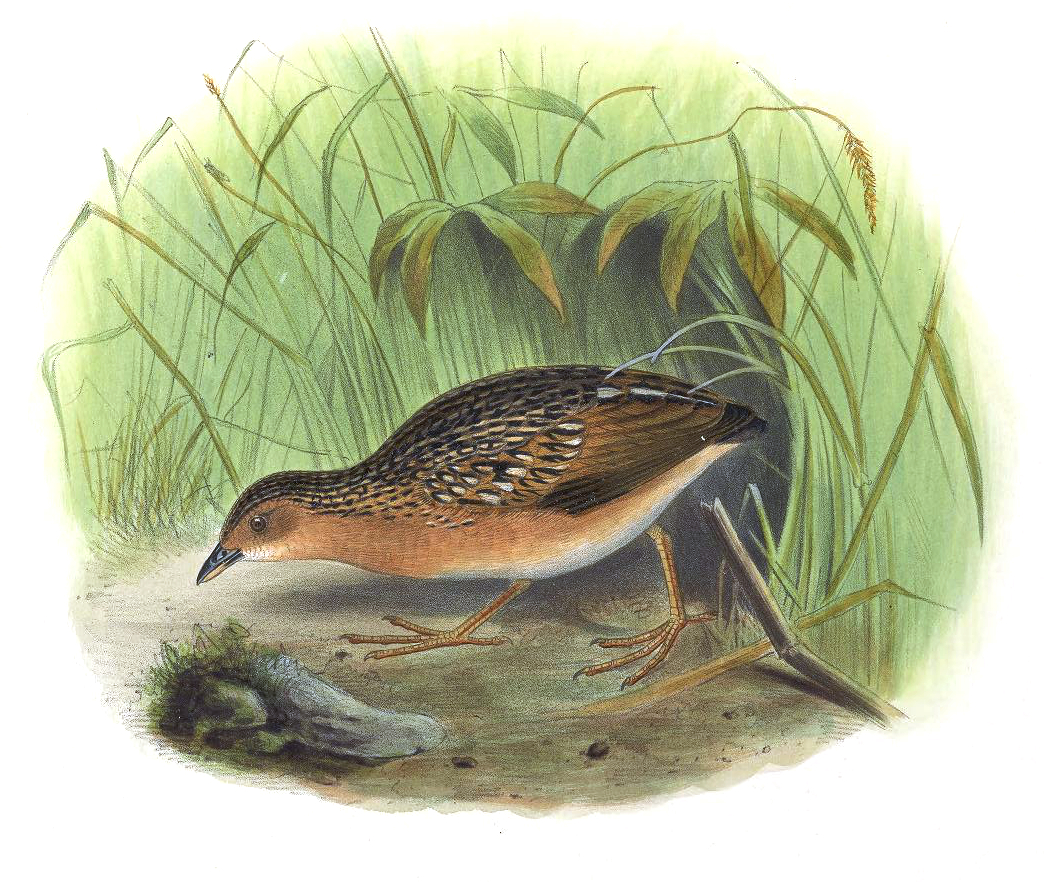
Венесуельський пастушок

Довжина птаха становить 15 см, вага 32 г. Самці є дещо більшими за самиць. Верхня частина тіла охристо-коричнева, сильно поцяткована білими плямками з чорними краями. Лоб рудуватий, обличчя, шия з боків, груди, боки і гузка охристі, горло біле, живіт білуватий. Райдужки червоні, дзьоб невеликий, чорний, лапи відносно невеликі, червоні.

## Підвиди
Виділяють два підвиди:
- M. s. schomburgkii (Schomburgk, 1848) — південна Коста-Рика, східна Колумбія, Венесуела, Гвіана;
- M. s. chapmani (Naumburg, 1930) — південний схід Перу. північна Болівія, центральна і південно-східна Бразилія, східний Парагвай.

## Поширення і екологія
Ареал венесуельських пастушків дуже фрагментований. Вони мешкають в Коста-Риці, Колумбії, Венесуелі, Гаяні, Суринамі, Французькій Гвіані, Перу, Болівії, Бразилії і Парагваї, у 2020 році були зафіксовані в Аргентині. Венесуельські пастушки живуть на вологих луках, зокрема на заплавних, в саванах серрадо та на узліссях сухих тропічних лісів. Віддають перевагу місцевостям з великою кількістю мурашників і термітників. Живляться комахами, зкрема мурахами, яких шукають в траві, спритно і тихо переміщуючись серед рослинності. Літають невисоко, при пересування ритмічно рухають хвостом. Гніздяться з жовтня по березень. Гніздо відкрите, робиться з сухої трави, в кладці 2 яйця.